# Muskusrat
De muskusrat of bisamrat (Ondatra zibethicus) is een knaagdier uit de onderfamilie van de woelmuizen en hoewel de naam dat suggereert, behoort de muskusrat dus niet tot de ratten. Het dier werd vroeger in restaurants ook wel als waterkonijn aangeduid. De soort staat sinds 2017 op de Europese Unielijst van zorgwekkende invasieve exoten. Het dier wordt in Nederland en België actief bestreden wegens de schade die het dier aanbrengt aan landbouwgewassen, dijken en oevers. De muskusrat is de enige nog levende soort uit het geslacht Ondatra. Hij komt oorspronkelijk enkel in Noord-Amerika voor, maar leeft tegenwoordig als exoot in Europa en Noord-Azië. De muskusrat wordt ook gefokt in de bontindustrie. Het bont, afkomstig van de muskusratten uit Noord-Amerika, komt onder de naam bisam op de markt.

## Uiterlijke kenmerken
Het dier heeft een kop-romplengte tussen 25 en 40 centimeter met een sterke, zijdelings afgeplatte staart met een lengte van 19 tot 28 centimeter. Het kan een gewicht bereiken van 1700 gram, ongeveer vier keer zo zwaar als de bruine rat. Hij is het eenvoudigst te onderscheiden van andere aquatische knaagdieren door zijn grootte: de bruine rat en de woelrat zijn kleiner, de bever en de beverrat worden groter. De achterpoten zijn langer dan de voorpoten, en hebben een franje van stijve borstelharen. De tenen aan de achterpoten zijn gedeeltelijk van zwemvliezen voorzien. De afdruk van een voorvoet van de muskusrat is 25–30 mm breed en tot 30 mm lang. Die van de achtervoet is 35 mm of meer breed en tot 65 mm lang. Beide poten hebben vijf tenen, maar de binnenste teen van de voorpoot is zo klein dat hij in de sporen maar zelden te zien is. De afdruk van de achterpoot laat wel vijf tenen zien.

## Leefwijze
De muskusrat is een zeer goede zwemmer en duiker, waarbij hij de krachtige achterpoten gebruikt voor de voortstuwing. Onder water kan hij zo lange afstanden afleggen, mede omdat hij langere tijd onder water kan zonder lucht te happen. 
De muskusrat is voornamelijk 's nachts en in de schemering actief. In de natuurlijke omgeving in Noord Amerika, waar de muskusrat niet bestreden wordt, is de muskusrat een dagdier. De muskusrat leeft voornamelijk van planten, zoals gras, riet, lisdodde, zegge en paardenstaarten. Soms eet hij ook tweekleppigen en vissenoesters of zoetwatermosselen. In Nederland was dit vooral het geval bij strenge winters. Aan de behoefte aan eiwitten kon niet met de aanwezige planten voldaan worden, vandaar dat een andere eiwitbron werd benut. 
De muskusrat leeft zowel in zoet als zout water, zowel stilstaand als stromend (bijvoorbeeld rivieren, meren), met begroeide oevers. In de oever graaft hij een gang, waarvan de ingang meestal onder het wateroppervlak ligt. Een enkele keer wordt een tweede gang gegraven die op het maaiveld uitkomt. Deze gang dient als ventilatieschacht. 's Winters legt hij een burcht aan van plantenresten. Deze wordt in vaktermen een winterhut genoemd. Maar deze naam is niet helemaal terecht. Bij veel regenval en volle sloten, maken ze ook een winterhut. Ze creëren daarmee een droge plek.  

## Voortplanting
De voortplantingstijd duurt van maart tot november. Bij een zachte winter kan dit nog langer door gaan. In het voorjaar trekken jonge mannetjes (ram) eropuit om een vrouwtje (moer) te zoeken waarbij de ram jonge muskusratten verwekt. Enkel het vrouwtje zorgt voor de jongen. In het najaar zoeken ze een plek om te overwinteren bij dieper water.
Een vrouwtje kan tussen april en november elke 28 dagen een nest werpen, maar meestal heeft een vrouwtje één tot drie worpen per jaar. Na een draagtijd van 25 tot 30 dagen worden één tot elf jongen geboren (gemiddeld vijf tot zeven). Na 21 tot 28 dagen worden de jongen gespeend en niet meer gezoogd.
Jongen verspreiden zich zelden ver weg van het ouderlijke woongebied. Een jonge moer is na 6 maanden geslachtsrijp (kan dus in het jaar van geboorte al haar eerste jongen werpen). Een jonge ram is na 12 maanden dekrijp en kan een vrouwtje bevruchten.
Hoe oud een muskusrat precies kan worden is nog onduidelijk. Bij onderzoek aan de hand van het gebit is gebleken dat muskusratten zeker 10 jaar oud kunnen worden.

## Invasieve uitheemse soort

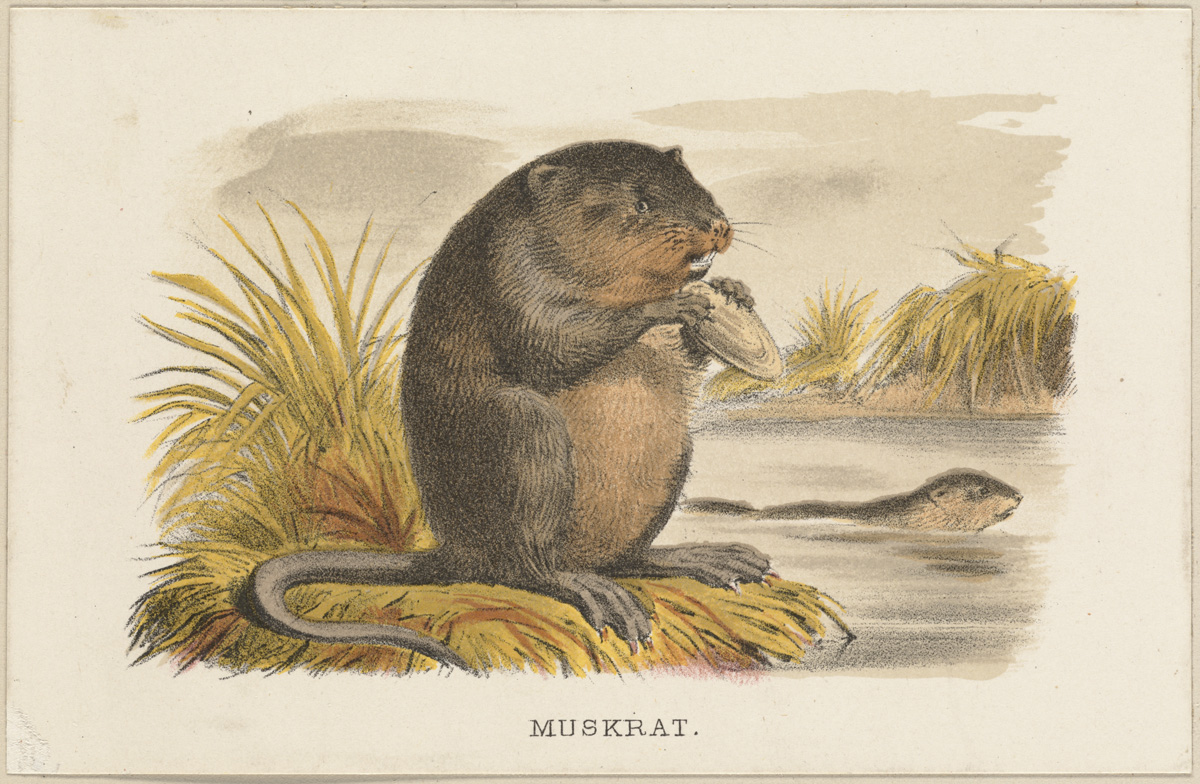
L. Prang & Co., circa 1861-1897

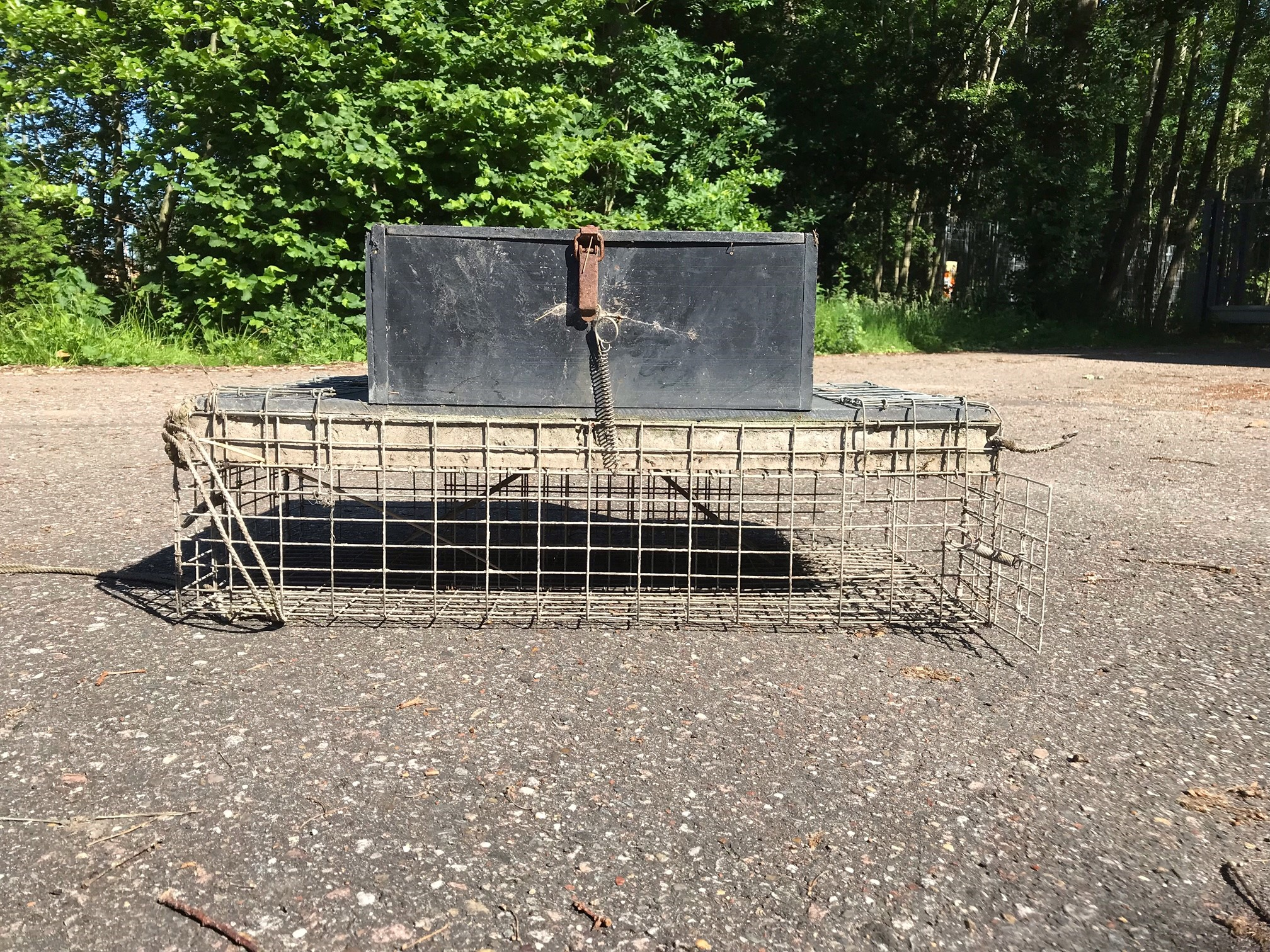
lokaaskooi

Het dier komt van nature voor in Noord-Amerika en is in Europa voor het eerst in 1904 in Tsjechië door de mens geïntroduceerd voor de pelsdierfokkerij. De vacht van de muskusrat was een gewild bont. De Tsjechische graaf Colloredo-Mannsfeld nam van een jachtreis door Alaska enkele muskusratten mee. Hij zette ze uit in een visvijver op zijn buitenverblijf in de Bohemen. Ondanks bejaging schatten deskundigen het aantal dieren dat tien jaar later in een straal van honderd kilometer rond het landgoed voorkwam op ongeveer twee miljoen.
De muskusratten bereikten in 1919 Finland, in 1930 het Verenigd Koninkrijk en in 1950 Zweden. De soort werd in 1937 in het Verenigd Koninkrijk uitgeroeid. Het dier komt inmiddels ook voor in gebieden in Argentinië en Chili. 
Sinds 2017 staat de muskusrat op de lijst van invasieve uitheemse soorten die zorgwekkend zijn voor de Europese Unie.. Dit betekent onder andere dat de soort niet in de Europese Unie mag worden ingevoerd, vervoerd, gecommercialiseerd, gekweekt, gebruikt, uitgewisseld, gehouden of vrijgelaten in de natuur. Het serveren als waterkonijn is sindsdien verboden. Verder geldt voor lidstaten de plicht om in de natuur aanwezige populaties te proberen verwijderen, of als dat niet lukt, zodanig te beheren dat verspreiding en schade zoveel mogelijk wordt voorkomen.

### In Nederland

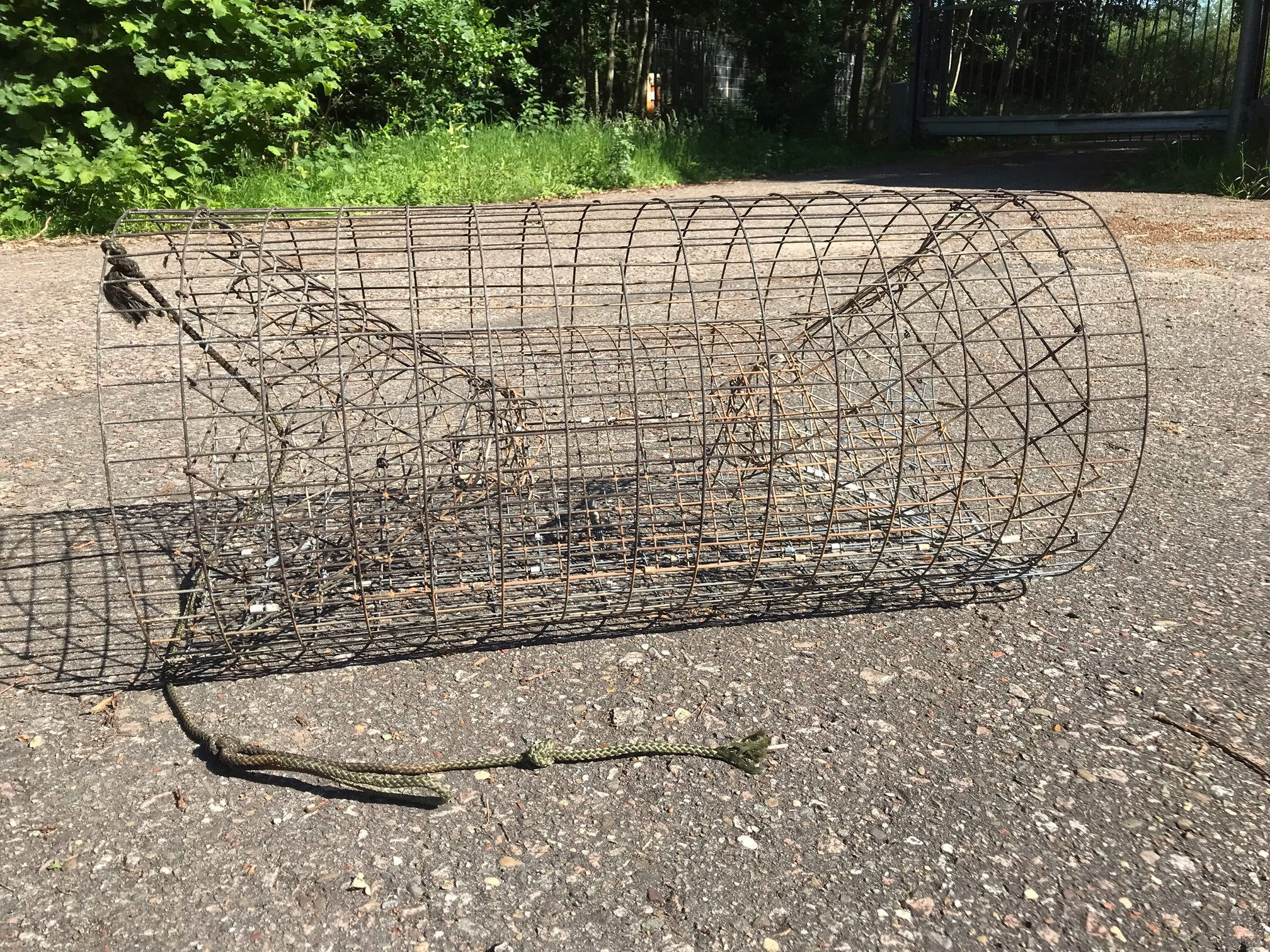
Duikerkooi

De muskusrat migreerde vanuit België naar Nederland. Het eerste exemplaar werd in 1938 gevangen in de omgeving van Budel.
Er is een onderzoek gedaan naar muskusratten en de veiligheid van dijken door de Landelijke Coördinatie Commissie Muskusrattenbestrijding. Het onderzoek toont aan dat graverij van muskusratten de veiligheid van dijken aantast. Waterschappen hebben de wettelijke opdracht om alle waterstaatswerken te beschermen tegen schade door graverij van muskus- en beverratten. Zolang de werking van preventieve maatregelen nog niet is aangetoond, houden de waterschappen de populatie muskusratten zo laag mogelijk. In 2013 werden voor het eerst sinds 1973 minder dan 100.000 muskusratten gevangen. In Friesland nam het aantal gevangen dieren dat jaar met 39% af. Daarbij is, na een wetenschappelijk onderzoek met een driejarige veldproef, aangetoond dat de muskusrat invloed heeft op de biodiversiteit. Door het graven en eten van planten, verandert de bodem en verdwijnen planten. 
Waar de populatiedichtheid nog laag is en waar natuurlijke vijanden ontbreken kan de muskusrat snel in aantal vermeerderen, met name door de snelle voortplanting.
| Aantal gevangen exemplaren per jaar |         |         |         |         |         |         |
| Provincie                           | 1987    | 2003    | 2006    | 2007    | 2008    | 2009    |
| Utrecht                             | 55.350  | 58.348  | 71.004  | 72.053  | 45.902  | 25.752  |
| Zuid-Holland                        | 44.943  | 122.794 | 50.818  | 40.786  | 28.508  | 23.374  |
| Friesland                           | 42.448  | 34.174  | 26.779  | 28.036  | 28.107  | 24.016  |
| Gelderland                          | 32.186  | 51.575  | 13.205  | 13.541  | 12.544  | 9.584   |
| Noord-Brabant                       | 30.563  | 4.189   | 4.290   | 3.832   | 3.473   | 4.292   |
| Zeeland                             | 17.111  | 26.004  | 5.105   | 4.925   | 4.666   | 5.581   |
| Groningen                           | 15.431  | 48.068  | 25.319  | 25.382  | 22.448  | 24.245  |
| Flevoland                           | 15.054  | 4.372   | 4.332   | 3.712   | 3.479   | 2.863   |
| Overijssel                          | 14.555  | 27.383  | 29.110  | 29.297  | 27.575  | 23.999  |
| Drenthe                             | 9.473   | 12.876  | 7.046   | 6.108   | 6.323   | 7.107   |
| Limburg                             | 9.045   | 6.011   | 1.983   | 2.096   | 2.042   | 1.707   |
| Noord-Holland                       | 984     | 3.365   | 5.765   | 3.922   | 2.681   | 2.156   |
| Totaal                              | 287.097 | 399.159 | 244.756 | 233.690 | 187.748 | 155.081 |

Sinds 2012 is de bestrijding van muskusratten in Nederland een taak geworden van de waterschappen en niet meer van de provincies.
| Aantal gevangen exemplaren per jaar          |         |         |         |         |        |        |        |        |        |
| Bestrijdingsorganisatie                      | 2009    | 2010    | 2011    | 2012    | 2013   | 2017   | 2019   | 2020   | 2021   |
| Brabantse Waterschappen                      | 3.650   | 5.572   | 5.760   | 4.092   | 3.752  | 4.689  | 5.098  | 5.023  | 4.519  |
| Limburgse Waterschappen                      | 1.707   | 1.864   | 1.724   | 1.796   | 1.552  | 1.763  | 939    | 1.007  | 1.443  |
| Muskusrattenbeheer Rivierenland              | 22.008  | 14.220  | 17.163  | 13.527  | 11.198 | 10.174 | 5.862  | 4.104  | 2.838  |
| Muskusrattenbeheer West- en Midden-Nederland | 40.193  | 24.878  | 17.905  | 19.002  | 16.498 | 16.509 | 16.580 | 19.605 | 18.994 |
| Noordoost Nederland                          | 54.670  | 49.614  | 65.009  | 63.186  | 53.559 | 22.164 | 15.498 | 11.110 | 8.868  |
| Waterschap Scheldestromen                    | 5.581   | 3.865   | 2.730   | 2.349   | 1.973  | 2.982  | 2.286  | 3.128  | 4.936  |
| Waterschap Zuiderzeeland                     | 2.863   | 1.977   | 2.442   | 2.795   | 3.858  | 2.977  | 3.035  | 4.012  | 3.188  |
| Wetterskip Fryslân                           | 24.409  | 17.492  | 12.197  | 7.379   | 4.435  | 601    | 751    | 323    | 212    |
| Totaal                                       | 155.081 | 119.482 | 124.930 | 114.126 | 96.825 | 61.859 | 50.319 | 47.772 | 44.998 |

### In België
Muskusratten worden in België door professionals bestreden door middel van klemmen en fuiken omdat deze dieren veel vraat- en graafschade veroorzaken en ziekteverwekkers kunnen overdragen. 
In Vlaanderen is de bestrijding vastgelegd in een beheersregeling en worden de dieren gevangen volgens "de code goede praktijk muskusrat" die rekening houdt met dierenwelzijn. Als beheerder van een groot aantal waterlopen concentreerde de Vlaamse Milieumaatschappij (VMM) zich aanvankelijk vooral op de muskusrat. In 2000, bij het begin van haar opdracht, ving de VMM meer dan 40.000 muskusratten. Dat aantal verminderde jaarlijks en beperkte zich in 2009 tot een kleine 4.000 exemplaren. In 2013 daalde het aantal gevangen dieren verder tot 730. Na 2013 begon de populatie muskusratten zich in ijltempo te herstellen, en tegenwoordig zijn de vangsten stabiel tussen de 2500 en 3000 dieren per jaar .
In Wallonië wordt de muskusrat iets minder intensief bestreden omdat ze daar wat minder overlast veroorzaakt. De overheid beschikt over een dienst die systematisch muskusratten wegvangt en ook door particulieren kan ingeroepen worden.

### Bisam
Onder de staartwortel heeft de ram, de mannetjesmuskusrat, een klier die een sterk ruikend vocht produceert dat 'bisam' heet, dat gebruikt wordt in de parfumindustrie. Als 'bisen ende muscriaet' wordt het in de 17e-eeuwse Nederlandse bewerking van het boek Historie van Fortunatus borse als geneesmiddel beschreven.